# 葉室直躬
葉室 直躬（はむろ なおみ、1895年（明治28年）4月30日 - 1971年（昭和46年）12月16日）は、日本の華族、神職。正四位。伯爵。

## 経歴
子爵鍋島直柔（旧蓮池藩主家）の三男として生まれたが、藤原北家勧修寺流（藤原為房の次男藤原顕隆が家祖）の流れを汲む葉室家に婿養子に入り、36代目当主となる。明治大学卒業後、安田銀行勤務などを経て、賀茂御祖神社（下鴨神社）宮司となり、興亜学院理事長なども務めた。

## 家族
- 実父・子爵鍋島直柔
- 養父・葉室長通 ‐ 伯爵万里小路通房次男。先代の34代当主葉室長邦の三女の婿養子。陸軍騎兵大尉で虎ノ門琴平神社社司（葉室家35代当主、別名通次）[2]。
- 妻・千鶴子 ‐ 長通の長女
- 長男は頼昭は外科医から春日大社の宮司に転身した。
- 次男の頼言は粟田口信豊の養子となり家督を継いだ。
- 実兄・堀田正恒 ‐ 伯爵